# Ado z Vienne

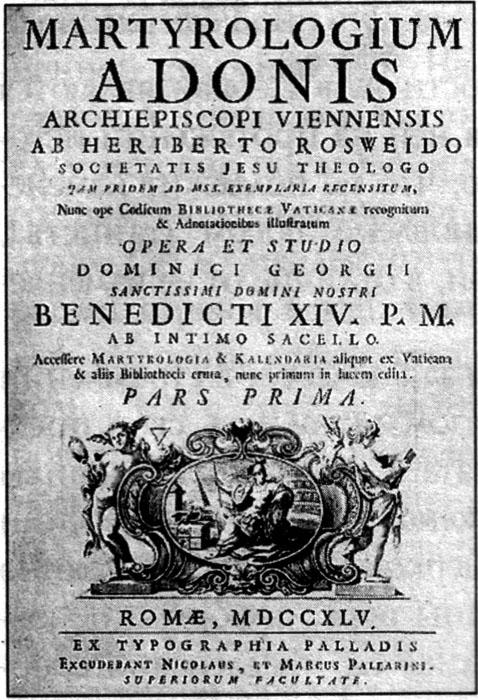
Karta tytułowa Martyrologium Adonis.

Ado z Vienne (Adon z Vienne) (ur. ok. 800, zm. 16 grudnia 875) – święty katolicki, francuski hagiograf, arcybiskup Vienne.

## Życiorys
Kształcił się w opactwie Ferrières, a od 841 r. przez dwanaście lat, był nauczycielem w klasztorze benedyktyńskim w opactwa w Prüm. Pracował później w Lyonie aż do ok. 859 roku, gdy został powołany na stolicę archidiecezji Vienne. Był stronnikiem Karola Łysego, ale w sporze dotyczącym małżeństwa Lotara, posłuszny rozstrzygnięciom papieża Mikołaja I Wielkiego poparł tego ostatniego.
Św. Ado był redaktorem „Kroniki świata” i swobodnej kompilacji życiorysów świętych, które znajdujemy w jego Martyrologium, datowanym na 875 rok, a które wywarło znaczny wpływ na hagiografię przez zafałszowanie Parvum Romanum.
Jego wspomnienie obchodzone jest w Kościele katolickim w dzienną rocznicę śmierci.